# 切向速度

一個圓周運動，其中其中θ表示角移、ω表示角速度、v代表切向速度

在物理學中，切向速度（英語：tangential velocity）是一種物理量，用來描述一曲線運動物體的速度（矢量），但不是它的速率（标量）。當一質點作等速率匀速曲線運動時，質點的速度方向恆沿著該曲線之切線方向，而這個沿著曲線之切線方向的速度稱為切向速度。切向速度會隨著時間改變，其改變的量值由向心加速度決定。
在圓周運動中，切向速度比較簡單，因為圓周運動是曲線運動的特例之一。
另外，切向速度也可以定義為一運動物體的瞬時速度，其方向為該運動軌跡曲線之切線方向。

## 切向加速度

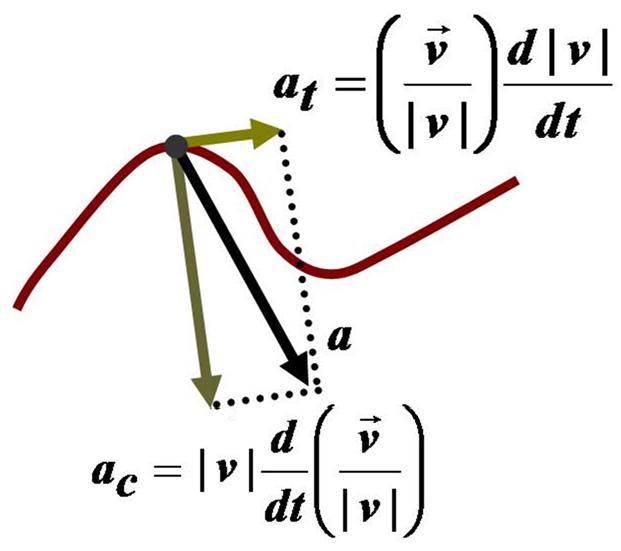
一個曲線運動，其中a_{t}為切向加速度，a_{c}為向心加速度

當運動不是等速率時，則會有切向加速度，切向加速度其實是向心力的其中一個分力所造成的加速度，和向心加速度有密切的關聯。
切向加速度通常用at（拉丁字母小寫a下標一個t）來表示。